# Francesco di Paola Cassetta
Francesco di Paolo Cassetta (Rome, 12 augustus 1841 - aldaar, 23 maart 1919) was een Italiaans geestelijke en kardinaal van de Rooms-Katholieke Kerk.

## Vroege loopbaan
Cassetta, genoemd naar de Napolitaanse ordestichter en heilige Franciscus van Paola, bezocht het Pauselijk Romeins Seminarie en werd op 10 juni 1865 tot priester gewijd. Een jaar later promoveerde hij aan het Romeins Seminarie in de beide rechten. Hij werd op 23 juni 1873 benoemd tot referendaris van de Hoogste Rechtbank van de Apostolische Signatuur. Zes jaar later werd hij als auditor toegevoegd aan het vicariaat Rome. Cassetta werd in 1884 benoemd tot raadsman van de H. Congregatie tot Voortplanting des Geloofs (Propaganda Fide) en tot kanunnik van de Liberiaanse Basiliek en van het Heilig Officie.

## Bisschop en patriarch
Paus Leo XIII benoemde Cassetta op 2 december 1884 tot titulair bisschop van Amathus in Palestina. Hij ontving zijn bisschopswijding uit handen van kardinaal Lucido Maria Parocchi in de kerk van San Luigi dei Francesi. In 1887 benoemde dezelfde paus hem tot pauselijk geheim aalmoezenier en bisschop-assistent bij de pauselijke troon. Twee jaar later werd hij kanunnik van de Sint-Pietersbasiliek. In 1895 benoemde de paus hem tot vice-regent van Rome en in hetzelfde jaar werd hij bevorderd tot Latijns patriarch van Antiochië, een voornamelijk titulaire functie die ooit was voortgekomen uit het Oosters Schisma.

## Kardinaal
Tijdens het consistorie van 19 juni 1899 werd Cassetta verheven tot kardinaal. De San Crisogno werd zijn titelkerk. Hij was camerlengo van het College van Kardinalen van 1902 tot 1903 en nam deel aan het conclaaf van 1903 dat leidde tot de verkiezing van paus Pius X. In  1905 werd hij bevorderd tot kardinaal-bisschop van het suburbicair bisdom Frascati. Cassetta werd in 1911 benoemd tot prefect van de H. Congregatie voor de Studiën, drie jaar later werd hij daarnaast archivaris van de Rooms-Katholieke Kerk. In datzelfde jaar volgde zijn overplaatsing tot prefect van de H. Congretatie voor het Concilie. De kardinaal nam ook deel aan het conclaaf van 1914 dat paus Benedictus XV koos. Hij overleed in 1919 en werd bijgezet in de kapel van het Pauselijk Urbaniaans Athenauem van de Propaganda Fide op Campo Verano.
- Gemeinsame Normdatei: 1254644199
- International Standard Name Identifier: 0000 0000 6274 5703
- Système universitaire de documentation: 144839369
- Virtual International Authority File: 88626547